# Allouis
 Allouis  es una población y comuna francesa, situada en la región de  Centro, departamento de Cher, en el distrito de Vierzon y cantón de Mehun-sur-Yèvre.

## Demografía
| 623 | 551 | 562 | 639 | 706 | 771 |
| Para los censos de 1962 a 1999 la población legal corresponde a la población sin duplicidades (Fuente: INSEE [Consultar]) |     |     |     |     |     |